# Råbergstjärnen, Norrbotten
Råbergstjärnen är en sjö i Bodens kommun i Norrbotten och ingår i Råneälvens huvudavrinningsområde. Råbergstjärnen ligger i Råneälven Natura 2000-område.